# 艾拉格湖
艾拉格湖，蒙古語的意思是「馬奶酒湖」，是蒙古西部大湖盆地的一個淡水湖，面積143.3.平方公里。
此湖透過一條5公里長、200-300公尺闊的特魯巴河與北面的吉爾吉斯湖相通。湖水由扎布汗河和渾貴河補充，並與除烏布蘇湖以外的、大湖盆地其他各湖泊相連。